# Don't Be Fake
Don't Be Fake («No seas falso/a» en inglés) es el álbum debut del cantante ruso Serguéi Lázarev. Fue publicado el 29 de noviembre de 2005.
Grabado en Londres tras el fin del dúo Smash!!, contiene únicamente canciones en inglés. Tuvo gran éxito en Rusia, donde vendió más de 200.000 copias.

## Historia
En diciembre de 2004, fue anunciado el fin del dúo Smash!!, formado por Lázarev y Vlad Topalov. Algunas semanas después, Serguéi Lázarev anunció la firma de un contrato como solista con la discográfica Style Records.
En mayo de 2005, fue publicado el primer sencillo de su nuevo álbum, una balada llamada «Eye of the Storm» la cual fue seguida unos meses después por «Lost without your love», para el cual Lázarev filmó un videoclip en Miami.
El álbum fue lanzado a la venta el 29 de noviembre de 2005, aunque la presentación oficial la realizó el 14 de diciembre en la Casa Internacional de la Música de Moscú.
En enero de 2006, fue publicada la versión en ruso del tema «Just because you walk away», titulada «Dazhe yesli ty uydosh'» (Даже если ты уйдёшь), la que obtuvo buenos resultados en rotación radial y fue incluida en la segunda edición del álbum Don't Be Fake.
Gracias a su álbum debut, Lázarev obtuvo un premio en los Gramófonos de Oro y diploma en el festival Pesnya goda. Obtuvo también el premio a Mejor cantante en los Premios MTV Russia Music y a Revelación del año en los premios del canal de música Muz-TV.

## Canciones
| Don't Be Fake |                                    |                                                |                                        |          |  |
| N.º           | Título                             | Escritor(es)                                   | Productor(es)                          | Duración |  |
| 1.            | «Fake»                             | Ben Adams, Cliff Masterson                     | Cliff Masterson                        | 2:36     |  |
| 2.            | «Can't let you go» (Earphones Mix) | Ben Robbins, Luca Lento, Roberto Terranova     | Earphones                              | 2:43     |  |
| 3.            | «Lost without your love»           | Graham Stack, Peter Cunnah                     | Ben "Jammin" Robbins                   | 3:37     |  |
| 4.            | «Beautiful»                        | Ashley Alexander, Chesney Hawkes, Joanne Youle | Ashley Alexander, Ben "Jammin" Robbins | 3:55     |  |
| 5.            | «Eye of the Storm»                 | Tonino Speciale                                | Ben "Jammin" Robbins                   | 3:53     |  |
| 6.            | «Do it for me»                     | Kalimber, Lamont Dozier, Paul Barry            |                                        | 3:19     |  |
| 7.            | «Nobody told me»                   | Pete Martin, Steve Lee                         |                                        | 3:30     |  |
| 8.            | «Just because you walk away»       | Gordon Pogoda, John Stephan                    | Ben "Jammin" Robbins*                  | 4:01     |  |
| 9.            | «Someone like you»                 | Jeff Taylor, Mark Taylor, Steve Torch          | Groove Brothers                        | 3:42     |  |
| 10.           | «That's where I'll belong»         | Katherine Ellis, Paul Meehan, Tim Woodcock     |                                        | 3:19     |  |
| 11.           | «I'm gone»                         | Ben Adams, Mark Read                           | Brian Rawling                          | 4:19     |  |
| 12.           | «Earth Song»                       | Michael Jackson                                | Ben "Jammin" Robbins                   | 5:45     |  |
| 44:39         |                                    |                                                |                                        |          |  |

| Don't Be Fake (bonus track) |                                            |                                            |                 |          |  |
| N.º                         | Título                                     | Escritor(es)                               | Productor(es)   | Duración |  |
| 13.                         | «Do it for me» (Groove Brothers Remix)     | Kalimber, Lamont Dozier, Paul Barry        | Groove Brothers | 3:28     |  |
| 14.                         | «That's where I'll belong» (versión lenta) | Katherine Ellis, Paul Meehan, Tim Woodcock |                 | 3:33     |  |
| 15.                         | «Eye of the Storm» (HarDrum Remix)         | Tonino Speciale                            | Alexei HarDrum  | 4:34     |  |
| 56:14                       |                                            |                                            |                 |          |  |

| Don't Be Fake - edición 2006 (bonus track) |                                                                |                                            |                       |          |  |
| N.º                                        | Título                                                         | Escritor(es)                               | Productor(es)         | Duración |  |
| 13.                                        | «Даже Если Ты Уйдёшь» (Dazhe yesli ty uydosh')                 | G. Pogoda, John Stephan, Mariana Beznosova | Ben "Jammin" Robbins* |          |  |
| 14.                                        | «Fake» (Metro Mix)                                             | Ben Adams, Cliff Masterson                 |                       |          |  |
| 15.                                        | «Даже Если Ты Уйдёшь» (Dazhe yesli ty uydosh') (HardRum Remix) | G. Pogoda, John Stephan, Mariana Beznosova | Alexei HarDrum        |          |  |
| 16.                                        | «Do it for me» (Groove Brothers Extended Remix)                | Kalimber, Lamont Dozier, Paul Barry        | Groove Brothers       |          |  |

## Créditos
Las siguientes personas y estudios participaron en la producción del álbum:
- Serguéi Lázarev - voz principal, productor ejecutivo.
- Asya Kalyasina - productora ejecutiva y gestión.
- Cliff Masterson - teclados (tema 1).
- Ben Adams - corista (tema 1)
- Matt Formidge - mezcla (temas 1, 6, 7, 9–11, 13, 14).
- Luca Lento - arreglos y mezclas (tema 2).
- Roberto Terranova - arreglos y mezclas (tema 2).
- Alexey Zharkevich - arreglos (temas 3, 15).
- Paul Meehan - teclados, programación (temas 6, 7); mezclas (temas 11).
- Adam Phillips - guitarras (temas 6, 7, 9–11, 14).
- Donovan Blackwood - corista (temas 6, 7, 11).
- Tim Woodcock - corista (temas 6, 7, 14).
- Rive Droite Studios - grabación, arreglos y mezclas (temas 2, 3–5, 8, 12).
- Metrophonic Studios - grabación, arreglos y mezclas (temas 1, 6, 7, 9–11, 13, 15).